# Shannon Leto
Pour les articles homonymes, voir Léto (homonymie).
 (avril 2024).
Si vous disposez d'ouvrages ou d'articles de référence ou si vous connaissez des sites web de qualité traitant du thème abordé ici, merci de compléter l'article en donnant les références utiles à sa vérifiabilité et en les liant à la section « Notes et références ».
Shannon Carl Leto (né le 9 mars 1970 à Bossier City, Louisiane) est le batteur du groupe de rock alternatif américain Thirty Seconds to Mars.

## Biographie
Shannon Leto est le frère de Jared Leto. Leurs parents divorcent peu de temps après la naissance de Jared. Les deux frères sont confiés à leur mère, Constance, qui se remarie avec Carl Leto, un immigré italien. Celui-ci les adopte et leur donne son nom. Le couple ne va pas durer mais les deux garçons vont conserver le patronyme de Carl.
Sa mère ne cesse de déménager et s'installe dans des villes du Colorado, du Wyoming, de Virginie, allant même en Haïti. 
La famille vit dans une forme de communauté d'artistes, dans laquelle la musique est omniprésente. Les disques des Beatles, de Cat Stevens, de la chanteuse folk Joni Mitchell ou de Steely Dan constituent la majeure partie de la discothèque familiale.
Dans cet environnement musical, Shannon a tout naturellement pris les instruments très tôt. Pour l'anecdote, à l'âge de 8 ans, Shannon s'amuse à frapper les casseroles à coups de cuillère en bois. Le premier groupe avec lequel il a joué était un groupe de jazz appelé L'atelier de Jazz du centre communautaire.
Mais il ne savait pas lire une partition de batterie. Il écoutait les albums et les morceaux et il les jouait de mémoire. Après une année passée avec ce groupe, on lui proposa de passer une audition. Il était persuadé qu'il aurait la place. Le professeur lui donna la partition de Owner of a Lonely Heart de Yes. Confiant en sa mémoire musicale, il a commencé à jouer sans lire cette partition qu’il ne savait déchiffrer. Le professeur lui demanda ensuite de lire la feuille, ce qu’il ne réussit pas à faire. Le professeur l'a remercié et il ne fut jamais rappelé bien qu’ayant joué, à ses dires, parfaitement bien le morceau.
Il quitte l'école à 16 ans et développe sa passion naissante pour la photographie.
Shannon, qui compte sur le soleil californien pour lancer sa carrière de photographe, va rejoindre Jared à Los Angeles. Les deux frères décident de partager une petite chambre où trônent une batterie et quelques amplis Marshall. Il réalise le premier book de Jared et aussi les photos du premier album de leur groupe Thirty Seconds to Mars.
Il est marié à l'actrice Cara Santana.
Il lui a été reproché d'utiliser sa popularité afin d'obtenir les faveurs sexuelles de jeunes filles (sans toutefois commettre quelque chose d'illégal)

## Disciplines pratiquées

### Musique
Il a appris à jouer de la batterie tout seul et son style unique est reconnu de tous. Son intérêt est de toujours apprendre de la musique et de rechercher continuellement les risques et les challenges.
Avec le groupe, il s'entraîne environ six à sept heures par jour. Dans l'interview de février 2006 de Modern Drummer, il a déclaré : « La répétition m'a beaucoup aidé pour l'endurance et mon jeu est beaucoup plus précis ». Il n'aime pas enregistrer les albums. 
Chaque prestation en concert est unique côté batterie, étant donné qu'il n'aime pas jouer de la même manière chaque soir. Il joue à l'instinct et se laisse porter par l'émotion. Avant ou après les concerts, il est toujours avec son appareil photo pour photographier les fans. 
Il décrit la musique de Thirty Seconds to Mars comme un mélange du majestueux de Pink Floyd et de l'énergie des Sex Pistols. Ils sont influencés par la musique de The Cure, le premier album de Metallica, Led Zeppelin, The Who, The Police et Steely Dan.
Il joue aussi du piano et de la guitare. C'est lui qui a trouvé l'intro de From Yesterday. Il serait un petit génie de la technique.
Bob Ezrin dit de lui : « Un des batteurs les plus inventifs. Il n'est jamais satisfait. Son jeu fait partie intégrante de l'album. C'est aussi un grand batteur avec une présence et un niveau d'énergie qui hypnotise. »

### Photographie
Il est photographe depuis environ une dizaine d'années. Il n'a jamais exposé mais il a été publié dans plusieurs magazines.
Il n'a pas de préférence entre le numérique et un appareil classique.

### Télévision/Cinéma
Shannon interprète des seconds rôles, que ce soit dans une série télévisée (exemple : Angela, 15 ans) ou des films. Son frère Jared joue dans ces mêmes films un rôle un peu plus important.
Il a écrit un scénario avec un ami. Le téléfilm d'une durée d'une heure serait un drame pour une chaîne câblée, HBO.
Il préfère écrire dans un avion. Si le vol dure cinq heures, il écrira pendant les cinq heures.

## Filmographie
- 1994 : Angela, 15 ans (My So-Called Life), de Winnie Holzman (série TV), (3 épisodes : Self-Esteem, Strangers in the House, Why Jordan Can't Read)
- 1997 : Prefontaine de Steve James
- 2001 : Sol Goode (en) de Danny Comden
- 2002 : Highway de James Cox